# Sanu Sharma
Sanu Sharma (Kathmandu, ...) è una scrittrice, romanziera e poetessa nepalese.
Ha scritto e pubblicato diversi libri di romanzi e racconti brevi. Nel 2018, il suo libro di raccolta di racconti Ekadeshmaa è stato nominato per il premio Madan Puraskar ed è stato selezionato, entrando nella lista finale insieme ad altri sette libri.

## Biografia
Sanu Sharma è nata al Prasuti Ghriha, un ospedale maternità governativo a Kathmandu. È cresciuta equamente nelle regioni del Terai e delle colline del Nepal, oltre che nella capitale, Kathmandu. Ora risiede in Australia da diversi anni.

## Opere
Il suo primo romanzo, Ardhaviram, è stato pubblicato nel 2003, mentre nel 2010 è stata la volta di Jeetko Paribhasha. Ha pubblicato il suo terzo romanzo Artha nel 2011.
Nel 2017 ha pubblicato il suo quarto romanzo Biplavi, succeduto dalla raccolta di racconti brevi Ekadeshmaa nel 2018. Quest'ultima opera si è guadagnata l'attenzione di un pubblico più ampio ed è stata acclamato da un maggior numero di lettori e critici,tanto da essere selezionata per il Madan Puraskar, il più importante premio letterario della letteratura nepalese.
Dopo il successo di Ekadeshmaa, Sharma ha pubblicato il suo quinto romanzo Utsarga e il sesto Pharak, rispettivamente nel 2021 e nel 2022. A settembre 2023 ha pubblicato il suo ottavo libro dal titolo Tee Saat Din. Nel aprile 2024, ha pubblicato la sua seconda raccolta di racconti, Arko Deshma, con FinePrint, segnando così il suo nono libro.
Sharma è anche poetessa e scrittrice di ghazal. Alcuni di essi sono stati inclusi nel libro collaborativo Kaifiyat 2. I suoi testi sono stati interpretati da una vasta gamma di cantanti e musicisti nepalesi. Le sue poesie originali in nepalese sono state tradotte in altre lingue e pubblicate fuori dal suo paese.

## Pubblicazioni

### Romanzi
- Ardhaviram[1]
- Jeetko Paribhasha
- Artha[1]
- Biplavi[10]
- Utsharga[10]
- Pharak[2]
- Tee Saat Din

### Raccolta di racconti brevi
- Ekadeshmaa[1][2][4]
- Arko Deshma